# Lacus Excellentiae
Lacus Excellentiae – lateinisch für See der Vortrefflichkeit – ist ein erstarrter Lavasee auf dem Mond, der von der Entstehung her den größeren Maria gleicht. Die Bezeichnung wurde durch die Internationale Astronomische Union im Jahr 1976 festgelegt.
Die kleine unregelmäßige Meeresfläche mit unbestimmter Umgrenzung hat einen mittleren Durchmesser von rund 200 Kilometer und liegt im Südwesten der erdzugewandten Mondseite bei den  selenografischen Koordinaten 36 Grad Süd und 44 Grad West, südlich am Mare Humorum. Sie enthält im Südwesten den im Durchmesser 25 Kilometer großen Krater Clausius, dessen Grund ebenfalls mit Lava überflutet wurde. 
Im Lacus Excellentiae schlug am 3. September 2006 nach vollendeter Mission der Mondorbiter SMART-1 auf.